# Mister Supranational México 2025
Mister Supranational México 2025 fue la 5.ª edición del certamen Mister México, correspondiente al año 2025, el cual se llevó a cabo  el 8 de febrero de 2025 en el Puerto de Veracruz.  Candidatos de los 29 estados de la república compitieron por el título nacional. Al final del evento, Zait Reza Mister Supranational México 2024 de Coahuila, entregó su título a su sucesor,  Mauricio  Calvo Mister Supranational México 2025 de Tabasco.

## Resultados

### Mister Supranational México
| Posiciones                       | Concursante |
| -------------------------------- | --- |
| Mister Supranacional México 2025 | - Tabasco– Mauricio Calvo |
| 1° Finalista                     | - Oaxaca - Dustin Ozuna |
| 2° Finalista                     | - Ciudad de México - Alejandro Santana |
| 3° Finalista                     | - Chiapas - Gerardo Bonilla |
| 4° Finalista                     | - Nuevo León – Nahum Molina |
| Top 10                           | - Coahuila - Manuel Duarte - Estado de México - Rene Fosado - Guanajuato - Carlos Sánchez - Sonora - Oscar Cruz - Yucatán - Fernando Iriarte  |
| Top 16                           | - Aguascalientes - Angel Duron - Colima - Alan García - Durango - Alejandro Herrera - Querétaro - Armando Andrade - Tlaxcala - Sergio Orencio |

## Eventos y Retos (Fast-Track)

### Top Model
| Posición | Concursante |
| Ganador  | - Ciudad de México - Alejandro Santana |
| Top 5    | - Chiapas - Gerardo Bonilla - Coahuila - Manuel Duarte - Guanajuato - Carlos Sánchez - Tabasco - Mauricio Calvo                                                                                   |
| Top 12   | - Aguascalientes - Angel Duron - Baja California Sur - Noel Cosio - Durango - Alejandro Herrera - Nayarit - Kevin Trejo - Nuevo León - Nahum Molina - Oaxaca - Dustin Ozuna - Sonora - Oscar Cruz |

### Reto de Playa
| Posición     | Concursante |
| Ganador      | - Sonora - Oscar Cruz |
| 1° Finalista | - Chiapas - Gerardo Bonilla |
| 2° Finalista | - Nuevo León - Nahum Molina |
| Top 5        | - Tlaxcala - Sergio Orencio - Yucatán - Fernando Iriarte |
| Top 13       | - Aguascalientes - Angel Duron - Ciudad de México - Alejandro Santana - Coahuila - Manuel Duarte - Estado de México - Rene Fosado - Guanajuato - Carlos Sánchez - Jalisco - Jair Cano - Oaxaca - Dustin Ozuna - Tabasco - Mauricio Calvo |

### Reto Deportivo
| Posición     | Concursante                                                     |
| Ganador      | - Oaxaca - Dustin Ozuna                                         |
| 1° Finalista | - Coahuila - Manuel Duarte                                      |
| 2° Finalista | - Ciudad de México - Alejandro Santana                          |
| Top 5        | - Nuevo León - Nahum Molina - San Luis Potosí - Giuseppe Loredo |

### Carrera 5K
| Posición     | Concursante |
| Ganador      | - Ciudad de México - Alejandro Santana                                                                                                  |
| 1° Finalista | - Colima - Alan García |
| 2° Finalista | - San Luis Potosí - Giuseppe Loredo |
| Top 5        | - Coahuila - Manuel Duarte - Oaxaca - Dustin Ozuna                                                                                      |
| Top 10       | - Nuevo León - Nahum Molina - Sonora - Oscar Cruz - Querétaro - Armando Andrade - Tlaxcala - Sergio Orencio - Guerrero - Adrian Quihuis |

### Reto Inglés
| Posición     | Concursante                                                                |
| Ganador      | - Aguascalientes - Angel Duron                                             |
| 1° Finalista | - Querétaro - Armando Andrade                                              |
| 2° Finalista | - Campeche - Gustavo de la Rosa                                            |
| Top 5        | - Ciudad de México - Alejandro Santana - San Luis Potosí - Giuseppe Loredo |

### Suprachat
| Posición | Concursante |
| Ganador  | - Queretaro - Armando Andrade |
| Top 6    | - Aguascalientes - Angel Duron - Coahuila - Manuel Duarte - Estado de México - Rene Fosado - Nuevo León - Nahum Molina - Tabasco - Mauricio Calvo |

### Reto Talento
| Posición     | Concursante                        |
| Ganador      | - Colima - Alan García             |
| 1° Finalista | - Queretaro - Armando Andrade      |
| 2° Finalista | - Chihuahua - Gerardo Mendoza      |
| Top 4        | - Baja California Sur - Noel Cosio |

### Hombres de Acción
| Posición | Concursante |
| Ganador  | - Tamaulipas - Daniel Sánchez |
| Top 11   | - Campeche - Gustavo de la Rosa - Chihuahua - Gerardo Mendoza - Colima - Alan García - Durango - Alejandro Herrera - Estado de México - Rene Fosado - Guanajuato - Carlos Sánchez - Guerrero - Adrian Quihuis - Michoacán - Getzemani Pantoja - Tabasco - Mauricio Calvo - San Luis Potosí - Giuseppe Loredo |

## Candidatos
29 candidatos compitieron por el título de Mister Supranational México y Mister World México 2024:
| Estado              | Candidato          | Edad | Estatura |
| ------------------- | ------------------ | ---- | -------- |
| Aguascalientes      | Angel Duron        | 23   | 1.80     |
| Baja California     | Alberto Arias      | 33   | 1.92     |
| Baja California Sur | Noel Cosio         | 21   | 1.85     |
| Campeche            | Gustavo de la Rosa | 33   | 1.81     |
| Chiapas             | Gerardo Bonilla    | 33   | 1.85     |
| Chihuahua           | Gerardo Mendoza    | 25   | 1.82     |
| Ciudad de México    | Alejandro Santana  | 32   | 1.86     |
| Coahuila            | Manuel Duarte      | 28   | 1.85     |
| Colima              | Alan García        | 23   | 1.78     |
| Durango             | Alejandro Herrera  | 23   | 1.84     |
| Estado de México    | Rene Fosado        | 28   | 1.80     |
| Guanajuato          | Carlos Sánchez     | 30   | 1.91     |
| Guerrero            | Adrian Quihuis     | 25   | 1.78     |
| Jalisco             | Jair Cano          | 23   | 1.80     |
| Michoacán           | Getzemani Pantoja  | 25   | 1.81     |
| Morelos             | Amel Jairegui      | 23   | 1.83     |
| Nayarit             | Kevin Trejo        | 25   | 1.83     |
| Nuevo León          | Nahum Molina       | 21   | 1.90     |
| Oaxaca              | Dustin Ozuna       | 29   | 1.95     |
| Puebla              | Mauro Montoya      | 19   | 1.82     |
| Querétaro           | Armando Andrade    | 33   | 1.80     |
| Quintana Roo        | Felipe Olivares    | 34   | 1.91     |
| San Luis Potosí     | Giuseppe Loredo    | 26   | 1.87     |
| Sonora              | Oscar Cruz         | 23   | 1.84     |
| Tabasco             | Mauricio Calvo     | 28   | 1.93     |
| Tamaulipas          | Daniel Sánchez     | 30   |          |
| Tlaxcala            | Sergio Orencio     | 28   | 1.80     |
| Veracruz            | Omar Silva         | 31   | 1.85     |
| Yucatán             | Fernando Iriarte   | 26   | 1.80     |